# Borellia saezi
Borellia saezi är en insektsart som beskrevs av Frédéric Carbonell 1995. Borellia saezi ingår i släktet Borellia och familjen gräshoppor. Inga underarter finns listade i Catalogue of Life.